# Igli Tare

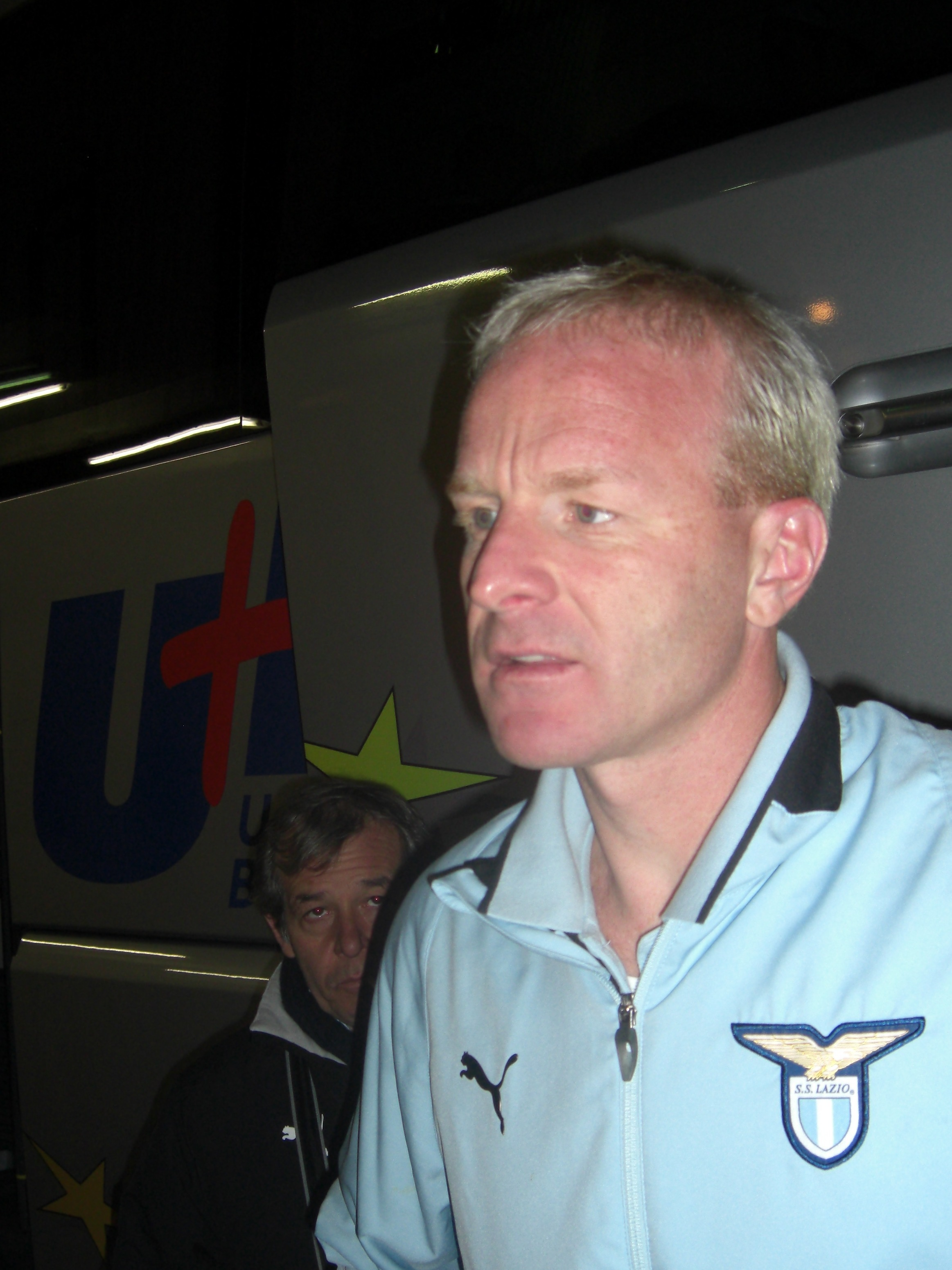
Igli Tare

Igli Tare (Vlorë, 25 de julho de 1973) é um ex-futebolista albanês que jogou na Lazio e atualmente é dirigente da Lazio.